# Viersener Straße 134 (Mönchengladbach)

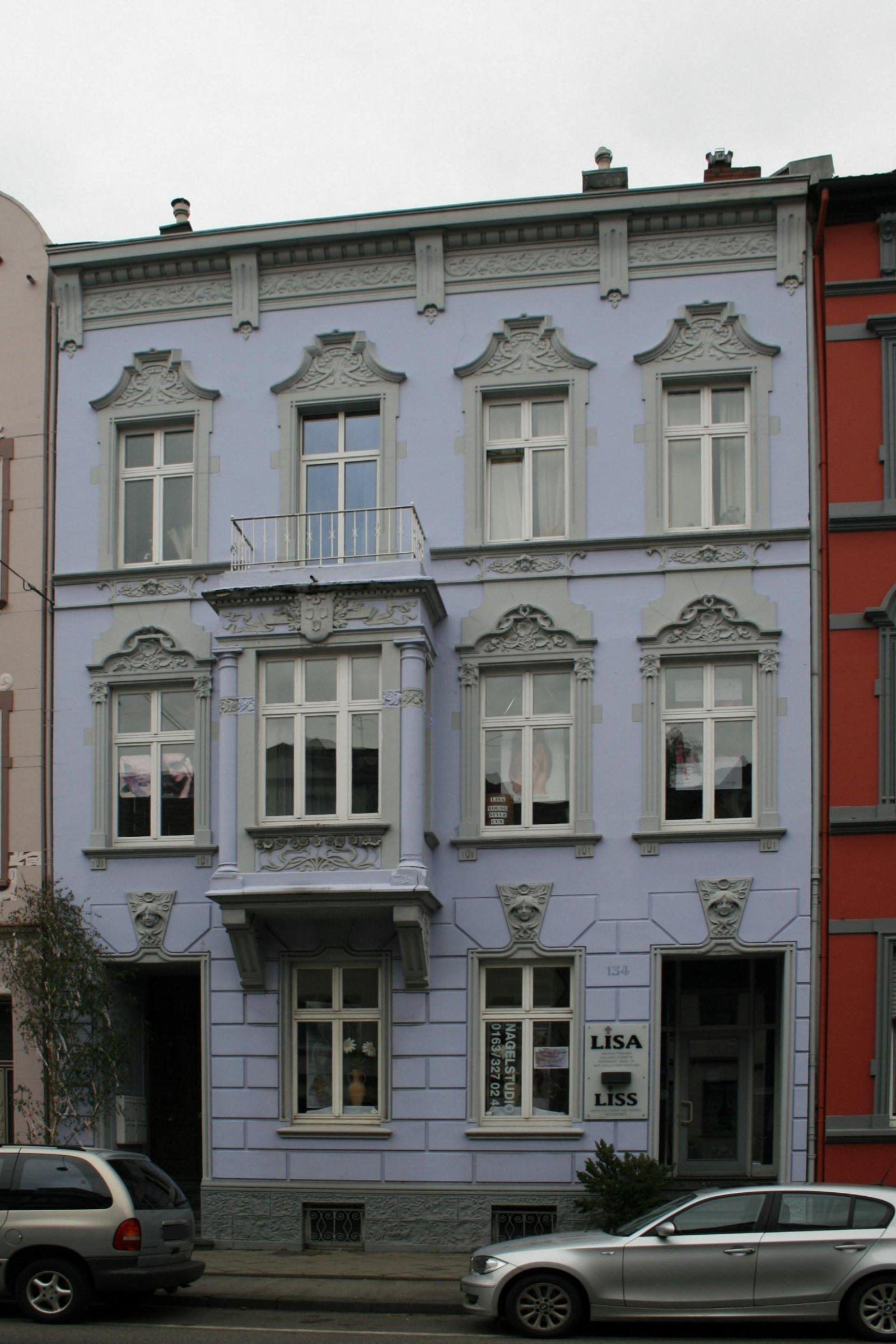
Wohnhaus (2010)

Das Wohnhaus Viersener Straße 134 steht in Mönchengladbach (Nordrhein-Westfalen).
Das Gebäude wurde um 1900 erbaut und unter Nr. V 004 am 4. Dezember 1984 in die Denkmalliste der Stadt Mönchengladbach eingetragen.

## Lage
Das Gebäude Viersener Straße 134 liegt in der Oberstadt am neuen Wasserturm innerhalb einer intakten Baugruppe des Historismus und Jugendstils. 

## Architektur
Das dreigeschossige Mehrfamilienwohnhaus mit einem Satteldach trägt Stilmerkmale des Jugendstils. Die Fassade ist vierachsig mit linksseitigem Hauseingang.